# Hanjiangite
La hanjiangite (simbolo IMA: Hji) è un minerale molto raro della classe minerale dei "silicati e germanati" con composizione chimica Ba2Ca(V3+Al)(AlSi3O10)(OH)2F(CO3)2.
Strutturalmente appartiene ai fillosilicati; sono noti tre suoi politipi: hanjiangite-1M, hanjiangite-2M e hanjiangite-3T.

## Etimologia e storia
La hanjiangite prende il nome dal fiume Han (Hanjiang in lingua cinese), il ramo più grande del fiume Yangtze. Il fiume Han scorre attraverso la località tipo del minerale, il distretto minerario di Shiti nello Shaanxi (Cina).
Il campione tipo è conservato presso il "Museo Geologico della Cina" a Pechino con il numero di catalogo M11740.

## Classificazione
Essendo un minerale riconosciuto e approvato dall'Associazione Mineralogica Internazionale (IMA) nel 2009, la hanjiangite non è presente nella Classificazione Nickel-Strunz, aggiornata dall'IMA fino al 2009; è però presente nell'edizione successiva, proseguita dal database "mindat.org" e chiamata Classificazione Strunz-mindat, dove è elencata nella classe dei "silicati e germanati" e nella sottoclasse dei "fillosilicati"; questa viene ulteriormente suddivisa in base alla struttura del minerale, in modo tale che la hanjiangite possa essere trovata nella sezione dei "fillosilicati con fogli di mica, composti di reti di tetraedri e ottaedri", dove forma il sistema nº 9.EC.45 insieme a hectorite, saponite, sauconite, spadaite, stevensite, swinefordite, zincsilite e ferrosaponite.
Anche nella Sistematica dei lapis (Lapis-Systematik) di Stefan Weiß, la hanjiangite è elencata nella classe dei "silicati" e nella sottoclasse dei "silicati stratificati"; questa viene ulteriormente suddivisa e la hanjiangite si trova nella sezione dei "silicati stratificati simili alla mica con gruppi [Si4O10]4- e strutture correlate; gruppo delle miche (serie della margarite)" dove forma il sistema nº VIII/H.12 insieme a anandite, bityite, ossikinoshitalite, fluorokinoshitalite, kinoshitalite, ferrokinoshitalite, margarite, chernykhite e clintonite.

## Abito cristallino
La hanjiangite cristallizza nel sistema monoclino nel gruppo spaziale C2 (gruppo nº 5) con i parametri reticolari a = 5,2050(12) Å, b = 9,033(2) Å, c = 32,077(8) Å e β = 93,49(8)°, oltre ad avere 4 unità di formula per cella unitaria.

## Origine e giacitura
La hanjiangite è diffusa in masse lenticolari e vene associate a depositi idrotermali di bario; la si trova associata a witherite, barite, baritocalcite e quarzo.
Il minerale è rarissimo ed è stato trovato solo nella sua località tipo, il 
distretto di Hanbin nella provincia di Shaanxi (Cina).